# Малое Козлово (Тверская область)
Малое Козлово — деревня в Спировском районе Тверской области.

## География
Находится в центральной части Тверской области на расстоянии приблизительно 32 км на северо-восток по прямой от районного центра поселка Спирово.

## История
Деревня была отмечена как Новое Козлово ещё на карте 1825 года. В 1859 году здесь (деревня Вышневолоцкого уезда) было учтено 38 дворов. До 2021 года входила в состав Козловского сельского поселения Спировского района до его упразднения.

## Население
Численность населения: 332 человека (1859 год), 53 (карелы 53 %, русские 47 %) в 2002 году, 52 в 2010.